# Ryosuke Tone
Ryosuke Tone (født 29. oktober 1991) er en japansk fodboldspiller, som spiller for den japanske fodboldklub Oita Trinita.